# Zael
Zael egy község Spanyolországban, Burgos tartományban.  Lakosainak száma 115 fő (2024).

## Népesség
A település népessége az utóbbi években az alábbiak szerint változott:
| Lakosok száma | 135  | 129  | 130  | 117  | 117  | 117  | 114  | 112  | 117  | 115  |
|               | 2001 | 2004 | 2006 | 2009 | 2011 | 2014 | 2016 | 2019 | 2021 | 2024 |